# Бертолд II фон Еберщайн
Бертолд II фон Еберщайн (на немски: Bertold II von Eberstein; * ок. 1045/1050 в замък Еберщайн, Баден-Баден; † 1113) от швабски благороднически род е граф на Еберщайн.

## Произход
Той е син на граф Бертолдус I фон Еберщайн (* ок. 1020; † сл. 1085). Внук е на граф Адалберт фон Еберщайн (* 1041; † 1046) и правнук на граф Гебхард фон Еберщайн (* ок. 940). Брат е на Еберхард фон Еберщайн († сл. 1085).
Резидира в стария замък Алт-Еберщайнбург (Алт-Еберщайн) при днешния Баден-Баден.

## Фамилия
Бертхолд II фон Еберщайн се жени за Аделхайд (* ок. 1049; † сл. 1113). Те имат децата:
- Бертхолд III фон Еберщайн (* ок. 1080; † сл. 1158), граф на Еберщайн (1113 – 1158), женен за Ута фон Калв († сл. 1185)
- Еберхард II фон Еберщайн († сл. 1112)
- Хуго I фон Еберщайн († сл. 1112)
- Вецел фон Еберщайн († сл. 1163)